# Universidad de París-Sur
La Universidad París Sur (en francés, Université Paris-Sud) es una universidad francesa situada en Orsay, un barrio al sur de París.
Está especializada en ciencia y tiene grandes laboratorios de física de partículas. Los ganadores de Medallas Fields Jean-Christophe Yoccoz y Wendelin Werner realizaron su trabajo en este centro educativo.
La Universidad cierra sus puertas el 5 de noviembre de 2019, siendo reemplazada por Universidad Paris-Saclay.
Véase también:
- Universidad de París